# Choice Hotels
Pour les articles homonymes, voir Choice.
Choice Hotels International est un groupe hôtelier américain. Il est un franchiseur. Il regroupe plus de 6 300 hôtels dans le monde, dont 500 en Europe, via notamment les marques Comfort, Quality et Clarion.
Choice Hotels est coté en Bourse (NYSE:CHH) depuis 1996.

## Histoire
Choice Hotels trouve ses origines dans le Quality Courts United créé en Floride en 1939, la première chaîne hôtelière enregistrée aux États-Unis. Dans les années 1950, Quality Courts innove en lançant la réception 24/24, des téléphones dans les chambres, et un changement quotidien des draps. En 1963, Quality Courts se défait de son statut d'organisation à but non-lucratif pour devenir une entreprise privée. Dans les années 1970, ouvre un service téléphonique de réservation 24/24, et s'implante en Europe avec l'ouverture d'un Quality Inns à Ratigen en Allemagne.
En juillet 1995, Don Landry succède au duo Robert Hazard Jr. - Gerald Petitt à la tête du groupe. Fin 1995, Choice Hotels gère les enseignes Comfort, Quality, Clarion, Sleep Inn, Rodeway, Econo Lodge and Main Stay Suites, et enregistre un CA annuel de $342 millions. En mars 1996, Manor Care, groupe propriétaire de Choice Hotels, choisit de spinoff sa filiale en structure indépendante. Choice Hotels crée une structure pour la gestion de son immobilier et de ses franchises, Sunburst Hospitality Corporation, filiale qui se détache finalement du groupe et fait son entrée à la bourse de New York sous le symbole SNB en octobre 1997.
En décembre 2008, Choice Hotels compte 110 hôtels de 2 à 4 étoiles en France. En 2009, Choice Hotels lance une application mobile qui permet d'effectuer une réservation dans toutes les chambres de ses enseignes, affirmant être la première enseigne hôtelière globale à se doter d'une telle application.
En 2014, Choice Hotels signe un partenariat avec le développeur Lounge Up pour fournir une application mobile de conciergerie à ses clients. En décembre 2017, Choice Hotels s'offre la chaîne WoodSpring Suites ainsi que ses 240 établissements pour 231 millions de dollars.
En mars 2016, Choice Hotels importe son label 4 et 5 étoiles Ascend Hotel Collection en France. En 2018, le groupe scelle des accords avec l'opérateur hôtelier espagnol Sercotel afin de développer les activités de la marque en Espagne et en Amérique latine.

## Principaux actionnaires
Au 13 janvier 2020:
| Stewart Bainum (holding)   | 12,2% |
| Bamco                      | 8,78% |
| Stewart Bainum             | 8,57% |
| Wellington Management      | 7,33% |
| Atlanta Capital Management | 6,84% |
| Bruce Bainum               | 5,83% |
| The Vanguard Group         | 5,58% |
| Roberta Bainum             | 5,56% |
| Barbara Bainum             | 4,27% |
| Christine A Shreve         | 3,78% |

## Description
Choice Hotels est un groupe hôtelier international basé aux États-Unis. Le groupe compte 6 800 hôtels en franchise (500 000 chambres) dans 35 pays. Les marques du groupe proposent une offre d'hôtellerie allant du premium à l'économique.

## Marques
- Comfort Inn
- Comfort Suites
- Quality
- Sleep Inn
- Clarion
- Cambria Hotels
- MainStay Suites
- Suburban
- Econo Lodge
- Rodeway Inn